# Un bretteur
Un bretteur est une nouvelle d'Ivan Tourgueniev, parue en 1847.

## Historique
Un bretteur est initialement publié dans la revue russe Les Annales de la patrie, numéro 1, de janvier 1847.

## Résumé
Abdée Ivanovitch Loutchkov est un officier russe célèbre pour ses duels. C'est un rustre qui cherche régulièrement querelle et que tout le monde craint. Théodore Fiodorovitch Kister, jeune officier qui vient d'arriver au régiment, lui arrange un rendez-vous avec une jeune fille dénommée Macha. Le trouvant trop rustre pour se faire comprendre, elle le rejette. Kister, qui entre-temps est devenu amoureux de Macha, la demande en mariage. Elle accepte. Le bretteur l’apprend et s'en formalise : il provoque son ami en duel et le tue.

## Édition française
- Un bretteur, traduit par Françoise Flamant, Éditions Gallimard, Bibliothèque de la Pléiade, 1981  (ISBN 978 2 07 010980 7).